# Залдапа
Залдапа (Zeldepa, дав.-гр. Ζάλδαπα, Ζέλδεπα) — укріплене місто, часів пізньої античності (Східної Римської Імперії) в Малій Скіфії / Мезії, припускається, що розташовувалося воно недалеко від сучасного міста Абріт (Болгарія).
Уродженцем міста є візантійський полководець Віталіян. У його часи найбільш укріплене місто у внутрішній частині Добруджі та Північної Болгарії, центр християнства Добруджі.
Під час розкопок, які проводилися з початку XX ст. було знайдено останки шести церков епохи раннього християнства з кінця IV до VI століття. Серед них храм чотирилистого типу, відомого як квадрифолій, єпископська резиденція.